# Midden-Duits voetbalkampioenschap 1919/20
In 1919/20 werd het achttiende voetbalkampioenschap gespeeld dat georganiseerd werd door de Midden-Duitse voetbalbond. Voor het eerst werd er niet in bekervorm gespeeld, maar in een groepsfase. Dit werd mogelijk doordat de competitie grondig geherstructureerd werd. De reeds bestaande competities werden vervangen door zeven nieuwe Kreisliga's. De competities bleven wel bestaan als tweede klasse onder de Kreisliga. Voor sommige sterke competities zoals die van Oost-Saksen en Noordwest-Saksen bracht dit in de praktijk geen verandering met zich mee omdat de competities die bij hun gevoegd werden zwakker waren en dus als tweede klasse fungeerden. 
VfB Leipzig werd kampioen en plaatste zich voor de eindronde om de Duitse landstitel, waar de club in de eerste ronde uitgeschakeld werd door 1. FC Nürnberg.

## Deelnemers aan de eindronde
| Club                 | Gekwalificeerd als            |
| -------------------- | ----------------------------- |
| Magdeburger SC 1900  | Kampioen van Elbe             |
| National Chemnitz    | Kampioen van Midden-Saksen    |
| VfB Leipzig          | Kampioen van Noordwest-Saksen |
| SV 1906 Dresden      | Kampioen van Oost-Saksen      |
| Hallescher FC Wacker | Kampioen van Saale            |
| Konkordia Plauen     | Kampioen van West-Saksen      |
| SC 1895 Erfurt       | Kampioen van Thüringen        |

## Kwalificatie
| Team 1          | Uitslag | Team 2            |
| --------------- | ------- | ----------------- |
| SV 1906 Dresden | 2:1     | National Chemnitz |

## Groepsfase
| Plaats | Club                 | Wed. | W | G | V | Saldo | Ptn. |
| ------ | -------------------- | ---- | - | - | - | ----- | ---- |
| 1.     | VfB Leipzig          | 5    | 3 | 2 | 0 | 10:2  | 8:2  |
| 2.     | Hallescher FC Wacker | 5    | 2 | 2 | 1 | 5:4   | 6:4  |
| 3.     | SC 1895 Erfurt       | 5    | 2 | 1 | 2 | 8:7   | 5:5  |
| 4.     | Konkordia Plauen     | 5    | 2 | 0 | 3 | 11:12 | 4:6  |
| 5.     | Magdeburger SC 1900  | 5    | 2 | 0 | 3 | 5:10  | 4:6  |
| 6.     | SV 1906 Dresden      | 5    | 0 | 3 | 2 | 8:12  | 3:7  |

|  | Kampioen, geplaatst voor de nationale eindronde |